# Харакоз Наталія Георгіївна
Наталія Георгіївна Харакоз (13 липня 1935, Маріуполь — 29 березня 2022, Маріуполь) — письменниця, журналістка, громадська діячка грецького походження. Член Національної спілки журналістів України (1971). Перша в історії Маріуполя жінка, яка стала членом Національної спілки письменників України (1998).

## Життєпис
Наталія Харакоз народилася 13 липня 1935 року в грецькій родині. Після переселення з Криму її предки мешкали у Маріуполі та селах Приазов'я. Батьки Наталії Георгіївни — учасники Другої світової війни.
1953 року закінчила середню школу, навчалася в Ждановському металургійному інституті, працювала конструктором на заводі.
З 1965 року почала відвідувати літературне об'єднання «Азов'є» при газеті «Приазовский рабочий». З 1967 року — літературний співробітник цієї газети. Від 1971 року — член Спілки журналістів України.
Брала активну участь у громадському житті Маріуполя. Член Маріупольського товариства греків. Була однією з ініціаторів створення літературного музею в бібліотеці ім. В. Г. Короленка, творчого об'єднання народних умільців і художників «Натхнення», член міського товариства греків, член журі всеукраїнських олімпіад школярів, що проводяться Федерацією грецьких товариств України, член міської жіночої ради, організаторка жіночого клубу Жовтневого району «Мрія».
Загинула під час російського військового вторгнення в Україну внаслідок штурму росіянами Маріуполя весною 2022 року.

## Творчість
Авторка прозових творів (повісті, оповідання, ліричні новели, мініатюри).
Перша в Маріуполі жінка, яка стала членом Національної спілки письменників України (1998).
Укладачка збірок віршів та прози «Мариуполь в созвездии Лиры», «Моя Эллада —Украина», «Мы — из Азовья», постійний автор альманахів та збірок «Пирнэшу астру» («Ранкова зірка»), «Город Марии», «Склянки часу» (Канів) та інш.
З 2001 року — керівник літературного об'єднання «Азов'є».
Особливе місце у творчості займає грецька тематика. Окремі її твори написані грецькою мовою.
Твори Наталії Харакоз публікувалися у виданнях різних міст України (Маріуполь, Донецьк, Київ) та зарубіжних країн: Росії, Грузії, США, Греції.

## Відзнаки
Нагороджена Золотою медаллю, Почесним знаком та Спеціальним знаком Національної спілки журналістів України, дипломами фестивалів «Книга і преса Маріуполя».
- Медаль «Ветеран праці»
- Почесне звання «Маріупольчанка-2000»[5]
- Лауреатка міського конкурсу «Жінка-2008»

## Твори
- «Живые нити» (1989)
- «Мариупольские элегии» (1997)
- «Колокол сердца» (1999)
- «Подарить звезду» (2002)
- «Стихотворения. Миниатюры» (2004)
- «Храни столетья миг» (2005)
- «Родные берега» (2008)
- «Клад человека» (в збірці «Откровения», 2009)
- «Герои жизни и экрана» (2013)
- «Новеллы Азовского побережья» (2022, видана після смерті авторки з її рукописів)